# هزینه زیستی
در زیست‌شناسی، هزینه زیستی (به انگلیسی: Biological cost) یا بهای متابولیک (metabolic price) معیاری از افزایش متابولیسم انرژی است که برای دستیابی به یک عملکرد مورد نیاز است. به عنوان مثال، مقاومت دارویی در میکروبیولوژی، بهای متابولیکی بسیار بالایی به‌ویژه برای مقاومت آنتیبیوتیک دارد.